# Abborretjärnet (Tisselskogs socken, Dalsland)
Abborretjärnet är en sjö i Bengtsfors kommun i Dalsland och ingår i Göta älvs huvudavrinningsområde.